# Tilden (Illinois)
Pour les articles homonymes, voir Tilden.
Tilden est un village situé au nord-est du comté de Randolph dans l'Illinois, aux États-Unis,. Il est incorporé le 30 octobre 1923.

## Démographie
Lors du recensement de 2010, le village comptait une population de 934 habitants. Elle est estimée, en 2016, à 886 habitants.

### Source de la traduction
- (en) Cet article est partiellement ou en totalité issu de l’article de Wikipédia en anglais intitulé « Tilden, Illinois » (voir la liste des auteurs).